# John Eugene Englekirk
John Eugene Englekirk (* 24. September 1905 in New York; † 30. September 1983 in Los Angeles) war ein US-amerikanischer Romanist, Hispanist und Lusitanist.

## Leben und Werk
Englekirk studierte am Bard College (früher St. Stephen’s) und an der Northwestern University. Er promovierte 1934 an der Columbia University bei Federico de Onís mit der Arbeit  Edgar Allan Poe in Hispanic Literature (New York 1934, 1975). Englekirk lehrte von 1928 bis 1932 und von 1934 bis 1939 an der University of New Mexico in Albuquerque. Er war von 1939 bis 1958 Professor an der Tulane University in New Orleans und anschließend bis 1973 Professor für Spanisch und Portugiesisch an der University of California at Los Angeles (UCLA). Englekirk war 1938 Mitbegründer der Zeitschrift Revista Iberoamericana, die er von 1959 bis 1961 herausgab.
Englekirk war 1949 Präsident der American Association of Teachers of Spanish and Portuguese  und von 1965 bis 1967 Präsident des International Institute of Ibero-American Literature / Instituto Internacional de Literatura Iberoamericana (IILI).

## Weitere Werke
- (Hrsg. mit Lawrence Bayard Kiddle) Mariano Azuela, Los de abajo. Novela de la revolución Mexicana, New York 1939, 1971
- A literatura norteamericana no Brasil, Mexiko 1950
- (mit Gerald Eward Wade) Bibliografía de la novela colombiana, Mexiko 1950
- (Hrsg.) El epistolario Pombo-Longfellow, Bogotá 1954 [1956]
- La literatura y la revista literaria en Hispanoamérica, in: Revista Iberoamericana 51–53, 55, 1961–1963
- (mit Irving A. Leonard, John T.Reid und John A. Crow) An outline history of Spanish American literature, New York 1965
- De lo nuestro y de lo ajeno. Estudios y ensayos, Mexiko 1966
- (mit Margaret M. Ramos) La narrativa uruguaya. Estudio crítico-bibliográfico, Berkeley 1967
- (Hrsg. mit anderen) An anthology of Spanish American literature, New York 1968